# 中航科工
中國航工科技工業股份有限公司，簡稱中航科工（港交所：2357），主要股東為中國航空工業集團公司、EADS。2003年10月30日在香港交易所上市。主要生產直升機、教練機等航空工業產品。在哈爾濱、景德鎮、南昌等製造航空產品基地。
2018年5月，中航科工得到中國證監會批准H股全流通，將不超過約36.1億股內資股轉為H股並上市，為第二間H股全流通公司。
2020年10月29日，中航科工公布附屬中航光電與基金、瀋陽興華、華億科技與興華華億簽訂增資協議，據此，中航光電、基金與員工持股平台同意對興華華億增資，增資額分別為6,969萬元人民幣(下同)，1億元及1,447.04萬元，另外亦與基金、瀋陽興華、華億科技與興華華億簽訂股東協議，據此，各方就興華華億的公司治理和股東權利達成一致。 

## 連結
- avichina.com